# Saison 2024-2025 du Standard de Liège
Maillots
Chronologie
Saison précédente Saison suivante
L' exercice 2024-2025 du Standard de Liège voit le club évoluer en Jupiler Pro League. C'est la 108e saison des Rouches au plus haut niveau du football national, la 103e consécutive, record absolu au sein du Royaume. Il participe également à la Coupe de Belgique. Le poste de président est vacant et Pierre Locht occupe la fonction de CEO. 

## Équipement
| Marque : Adidas           |
| Sponsors maillot : Circus |

## Transferts[1]

### Mercatod'été

#### Transferts entrants[2]
| Nom                     | Poste     | Nationalité sportive | Provenance                 | Transfert | Note                |
| ----------------------- | --------- | -------------------- | -------------------------- | --------- | ------------------- |
| Sotíris Alexandrópoulos | Milieu    | Grèce                | Sporting CP via Olympiakós | Prêt      | Avec option d’achat |
| Muhammed Badamosi       | Attaquant | Gambie               | FK Čukarički               | Prêt      | Avec option d’achat |
| David Bates             | Défenseur | Écosse               | KV Mechelen                | 0,5 M     |                     |
| Boli Bolingoli          | Défenseur | Belgique             | KV Mechelen                | Libre     |                     |
| Marko Bulat             | Milieu    | Croatie              | Dinamo Zagreb              | Prêt      | Avec option d’achat |
| Ilay Camara             | Défenseur | Belgique             | RWDM                       | Prêt      | Avec option d’achat |
| Viktor Đukanović        | Attaquant | Monténégro           | Hammarby IF                | Prêt      | Avec option d’achat |
| Dennis Eckert           | Attaquant | Allemagne            | R. Union St.-G.            | Prêt      | Avec option d’achat |
| Grejohn Kyei            | Attaquant | France               | Clermont Foot              | Libre     |                     |
| Boško Šutalo            | Défenseur | Croatie              | Dinamo Zagreb              | Libre     |                     |
| Andi Zeqiri             | Attaquant | Suisse               | KRC Genk                   | Prêt      | Avec option d’achat |

#### Transferts sortants
| Nom                 | Poste     | Nationalité sportive             | Destination                                                       | Transfert                  | Note                                                       |
| ------------------- | --------- | -------------------------------- | ----------------------------------------------------------------- | -------------------------- | ---------------------------------------------------------- |
| Steven Alzate       | Milieu    | Colombie                         | Hull City (via Brighton & Hove Albion FC, libre)                  | Fin du prêt                |                                                            |
| William Balikwisha  | Milieu    | République démocratique du Congo | OH Leuven                                                         | 0,7 M (+ 20% à la revente) | A rompu unilatéralement son contrat                        |
| Sacha Bansé         | Milieu    | Burkina Faso                     | SpVgg Greuther Fürth                                              | 0,5 M                      |                                                            |
| Merveille Bope      | Défenseur | République démocratique du Congo |                                                                   | Libre                      |                                                            |
| Cihan Çanak         | Milieu    | Turquie                          | Trabzonspor                                                       | 2 M (+ bonus)              |                                                            |
| Gilles Dewaele      | Défenseur | Belgique                         | KV Kortrijk                                                       |                            |                                                            |
| Moussa Djenepo      | Attaquant | Mali                             | Antalyaspor                                                       | Prêt                       | Avec option d’achat                                        |
| Noah Dodeigne       | Défenseur | Belgique                         | RWDM                                                              |                            |                                                            |
| Denis Drăguș        | Attaquant | Roumanie                         | Trabzonspor                                                       | 1,7 M (+ bonus)            | Était en prêt à Gaziantep FK                               |
| Seydou Fini         | Attaquant | Italie                           | Excelsior Rotterdam (via Genoa qui le prête à nouveau)            | Fin du prêt                |                                                            |
| Wilfried Kanga      | Attaquant | Côte d'Ivoire                    | Cardiff City FC (via Hertha BSC qui le prête à nouveau)           | Fin du prêt                |                                                            |
| Hayao Kawabe        | Milieu    | Japon                            | Sanfrecce Hiroshima                                               | 3,5 M                      |                                                            |
| Grejohn Kyei        | Attaquant | France                           | Sporting Charleroi                                                | Prêt                       | Avec option d’achat                                        |
| Konstantínos Laḯfis | Défenseur | Chypre                           | APOEL Nicosie                                                     | Libre                      |                                                            |
| Noah Mawete         | Milieu    | République démocratique du Congo | K Lierse SK                                                       | Prêt                       |                                                            |
| Noah Ohio           | Attaquant | Pays-Bas                         | FC Utrecht                                                        | 1,5 M (+ 30% à la revente) | Était en prêt à Hull City                                  |
| Jonathan Panzo      | Défenseur | Angleterre                       | Rio Ave FC (via Nottingham Forest FC qui le prête à nouveau)      | Fin du prêt                |                                                            |
| Stipe Perica        | Attaquant | Croatie                          | HNK Rijeka                                                        | Libre                      | Rupture de contrat à l'amiable                             |
| Kamal Sowah         | Attaquant | Ghana                            | Club Brugge                                                       | Fin du prêt                |                                                            |
| Abdoul Tapsoba      | Attaquant | Burkina Faso                     | Adanaspor                                                         | Libre                      | Rupture de contrat à l'amiable / Était en prêt à Amiens SC |
| Zinho Vanheusden    | Défenseur | Belgique                         | KV Mechelen (via FC Internazionale Milano qui le prête à nouveau) | Fin du prêt                |                                                            |
| Kelvin Yeboah       | Attaquant | Italie                           | Minnesota United FC via Genoa                                     | Fin du prêt                |                                                            |
| Ilyes Ziani         | Milieu    | Maroc                            | RWDM                                                              |                            |                                                            |

### Mercato d'hiver

#### Transferts entrants[2]
| Nom                 | Poste          | Nationalité sportive | Provenance                  | Transfert | Note                |
| ------------------- | -------------- | -------------------- | --------------------------- | --------- | ------------------- |
| Gavin Bazunu        | Gardien de but | Irlande              | Southampton FC              | Prêt      |                     |
| Andréas Hountondji  | Attaquant      | Bénin                | Burnley FC                  | Prêt      |                     |
| Ibrahim Karamoko    | Milieu         | France               | FC Versailles               | 0,15 M    |                     |
| Jean Thierry Lazare | Milieu         | Côte d'Ivoire        | Royale Union saint-gilloise | Prêt      | Avec option d'achat |
| Attila Szalai       | Défenseur      | Hongrie              | TSG Hoffenheim              | Prêt      |                     |

#### Transferts sortants[2]
| Nom               | Poste          | Nationalité sportive | Destination             | Transfert   | Note |
| ----------------- | -------------- | -------------------- | ----------------------- | ----------- | ---- |
| Muhammed Badamosi | Attaquant      | Gambie               | FK Čukarički            | Fin du prêt |      |
| Arnaud Bodart     | Gardien de but | Belgique             | FC Metz                 |             |      |
| Viktor Đukanović  | Attaquant      | Monténégro           | Hammarby IF             | Fin du prêt |      |
| Isaac Price       | Milieu         | Irlande du Nord      | West Bromwich Albion FC | 3 M         |      |

## Effectif professionnel de la saison[1],[3]

### Joueurs prêtés
| Nom            | Poste     | Date de naissance | Sélection        | Club en prêt       | Contrat |
| -------------- | --------- | ----------------- | ---------------- | ------------------ | ------- |
| Moussa Djenepo | Attaquant | 15/06/1998        | Mali             | Antalyaspor        | → 2026  |
| Grejohn Kyei   | Attaquant | 12/08/1995        | France espoirs   | Sporting Charleroi | → 2027  |
| Noah Mawete    | Milieu    | 17/10/2005        | RD Congo -20 ans | K Lierse SK        | → 2026  |

## Résultats[4]

### Matches de préparation
| Date               | Adversaire                | Division             | Lieu                             | Résultat | Buteurs pour le Standard                                            | Note                               |
| ------------------ | ------------------------- | -------------------- | -------------------------------- | -------- | ------------------------------------------------------------------- | ---------------------------------- |
| 29/06/2024 - 17:00 | Royal Aubel Football Club | D3 ACFF              | Aubel                            | 0-5      | Kawabe 26e, Lawrence 36e, Ziani 39e, Kawabe 43e (pen), Benjdida 51e |                                    |
| 05/07/2024 - 11:00 | FCV Dender EH             | Division 1A          | SL16 Football Campus (huis clos) | 1-5      | Benjdida 10e                                                        | Match de 105 minutes (2x30' + 45') |
| 10/07/2024 - 16:30 | Glasgow Rangers           | Scottish Premiership | Tegelen (huis clos)              | 0-0      |                                                                     |                                    |
| 13/07/2024 - 16:00 | NEC Nijmegen              | Eredivisie           | Swolgen (huis clos)              | 1-2      | Bolingoli 12e, Gboua 72e                                            |                                    |
| 20/07/2024 - 15:00 | Norwich City FC           | EFL Championship     | Stade Maurice Dufrasne           | 1-1      | Hautekiet 14e                                                       |                                    |

### Division 1A

#### Phase régulière
| Date               | N o | Adversaire         | Lieu | Résultat | Buteurs pour le Standard      | Points | Place | Affluence | Note         |
| ------------------ | --- | ------------------ | ---- | -------- | ----------------------------- | ------ | ----- | --------- | ------------ |
| 28/07/2024 - 13:30 | J01 | KRC Genk           | Ext  | 0-0      |                               | 1      | 7e    | 18 471    |              |
| 04/08/2024 - 18:30 | J02 | Club Brugge        | Dom  | 1-0      | Bulat 64e                     | 4      | 6e    | 19 873    |              |
| 09/08/2024 - 20:45 | J03 | KV Mechelen        | Dom  | 0-0      |                               | 5      | 7e    | 16 876    |              |
| 18/08/2024 - 18:30 | J04 | KV Kortrijk        | Ext  | 1-0      |                               | 5      | 11e   | 7 345     | 35e Lawrence |
| 25/08/2024 - 18:30 | J05 | Beerschot V.A.     | Dom  | 1-0      | Benjdida 72e (pen)            | 8      | 7e    | 16 882    |              |
| 31/08/2024 - 20:45 | J06 | OH Leuven          | Ext  | 2-0      |                               | 8      | 10e   | 8 155     |              |
| 13/09/2024 - 20:45 | J07 | FCV Dender EH      | Ext  | 0-2      | Benjdida 9e (pen), Zeqiri 65e | 11     | 7e    | 4 000     |              |
| 20/09/2024 - 20:45 | J08 | R. Union St.-G.    | Dom  | 0-0      |                               | 12     | 7e    | 18 983    |              |
| 28/09/2024 - 18:15 | J09 | KVC Westerlo       | Dom  | 1-2      | Zeqiri 63e (pen)              | 12     | 9e    | 15 294    |              |
| 06/10/2024 - 13:30 | J10 | RSC Anderlecht     | Ext  | 3-0      |                               | 12     | 11e   | 21 900    |              |
| 20/10/2024 - 18:30 | J11 | Sporting Charleroi | Dom  | 2-1      | Eckert 40e, Šutalo 45+5e      | 15     | 9e    | 22 238    |              |
| 27/10/2024 - 16:00 | J12 | Royal Antwerp FC   | Ext  | 3-0      |                               | 15     | 9e    | 15 000    |              |
| 02/11/2024 - 16:00 | J13 | STVV               | Dom  | 2-1      | Zeqiri 33e, 45e (pen)         | 18     | 8e    | 16 358    |              |
| 10/11/2024 - 16:00 | J14 | KAA Gent           | Ext  | 5-0      |                               | 18     | 9e    |           |              |
| 23/11/2024 - 18:15 | J15 | Cercle Brugge      | Dom  | 1-0      | Zeqiri 57e                    | 21     | 8e    |           |              |
| 30/11/2024 - 20:45 | J16 | Sporting Charleroi | Ext  | 1-1      | Kuavita 36e                   | 22     | 9e    |           |              |
| 07/12/2024 - 18:15 | J17 | OH Leuven          | Dom  | 1-1      | Zeqiri 45e                    | 23     | 8e    |           |              |
| 14/12/2024 - 16:00 | J18 | Beerschot V.A.     | Ext  | 0-0      |                               | 24     | 9e    |           |              |
| 22/12/2024 - 16:00 | J19 | KAA Gent           | Dom  | 0-1      |                               | 24     | 10e   |           |              |
| 26/12/2024 - 18:30 | J20 | KV Mechelen        | Ext  | 0-0      |                               | 25     | 10e   |           |              |
|                    |     |                    |      |          |                               |        |       |           |              |
| 10/01/2025 - 20:45 | J21 | KV Kortrijk        | Dom  | 1-0      | Eckert 50e                    | 28     | 8e    |           |              |
| 19/01/2025 - 18:30 | J22 | STVV               | Ext  | 1-2      | Zeqiri 42e (pen), Eckert 62e  | 31     | 7e    |           |              |
| 26/01/2025 - 13:30 | J23 | FCV Dender EH      | Dom  | 1-0      | Zeqiri 3e (pen)               | 34     | 6e    |           |              |
| 01/02/2025 - 18:15 | J24 | Cercle Brugge      | Ext  | 1-1      | Lazare 90+8e                  | 35     | 7e    |           |              |
| 09/02/2025 - 18:30 | J25 | KVC Westerlo       | Ext  | 4-2      | Zeqiri 10e, Hountondji 90+3e  | 35     | 7e    |           |              |
| 14/02/2025 - 20:45 | J26 | KRC Genk           | Dom  | 1-2      | Eckert 90+9e (pen)            | 35     | 7e    |           |              |
| 23/02/2025 - 13:30 | J27 | Club Brugge        | Ext  | 1-2      | Zeqiri 67e (pen), Eckert 85e  | 38     | 7e    |           |              |
| 02/03/2025 - 18:30 | J28 | RSC Anderlecht     | Dom  | 0-2      |                               | 38     | 7e    |           |              |
| 09/03/2025 - 19:15 | J29 | R. Union St.-G.    | Ext  | 3-0      |                               | 38     | 7e    |           | 59e O'Neill  |
| 16/03/2025 - 13:30 | J30 | Royal Antwerp FC   | Dom  | 0-0      |                               | 39     | 7e    |           |              |

#### Play-offs 2 (Europe Play-offs)
| Date               | N o | Adversaire         | Lieu | Résultat | Buteurs pour le Standard   | Points | Place | Affluence | Note                |
| ------------------ | --- | ------------------ | ---- | -------- | -------------------------- | ------ | ----- | --------- | ------------------- |
| 29/03/2025 - 18:15 | J01 | KV Mechelen        | Dom  | 2-2      | Hountondji 21e, Lazare 41e | 21     | 7e    |           |                     |
| 06/04/2025 - 19:15 | J02 | Sporting Charleroi | Ext  | 1-0      |                            | 21     | 9e    |           |                     |
| 13/04/2025 - 19:15 | J03 | FCV Dender EH      | Ext  | 1-1      | Hountondji 25e             | 22     | 9e    |           |                     |
| 19/04/2025 - 20:45 | J04 | KVC Westerlo       | Dom  | 1-1      | Eckert 59e                 | 23     | 9e    |           |                     |
| 22/04/2025 - 20:30 | J05 | OH Leuven          | Dom  | 0-1      |                            | 23     | 12e   |           |                     |
| 26/04/2025 - 20:45 | J06 | OH Leuven          | Ext  | 1-1      | Hountondji 81e             | 24     | 11e   |           |                     |
| 04/05/2025 - 13:30 | J07 | Sporting Charleroi | Dom  | 0-1      |                            | 24     | 11e   |           |                     |
| 10/05/2025 - 18:15 | J08 | KV Mechelen        | Ext  | 0-0      |                            | 25     | 12e   |           | 69e Alexandropoulos |
| 17/05/2025 - 18:15 | J09 | FCV Dender EH      | Dom  | 0-0      |                            | 26     | 12e   |           |                     |
| 24/05/2025 - 20:00 | J10 | KVC Westerlo       | Ext  | 0-0      |                            | 27     | 11e   |           |                     |

### Coupe de Belgique
| Date               | Tour               | Club visité       | Club visiteur        | Aller  | Retour | Total | Buteurs pour le Standard              | Affluence | Note |
| ------------------ | ------------------ | ----------------- | -------------------- | ------ | ------ | ----- | ------------------------------------- | --------- | ---- |
| 30/10/2024 - 20:30 | Seizième de finale | Standard de Liège | K. Lyra-Lierse (III) | 3-2 ap | /      | /     | Kuavita 16e, Eckert 40e, O'Neill 101e | 8 877     |      |
| 4/12/2024 - 20:30  | Huitième de finale | KRC Genk          | Standard de Liège    | 2-1 ap | /      | /     | Zeqiri 65e                            |           |      |

## Assistance et télévision

### Affluence
Cette saison, un total de 126 504 spectateurs ont assisté aux sept rencontres de championnat disputées par le Standard de Liège à domicile, soit une moyenne de 18 072 par match. 

## Statistiques
Matches de championnat de Belgique + play-offs + matches de coupe de Belgique. 
Les matches amicaux ne sont pas pris en compte.

### Classement des buteurs
(au 1/06/2025)
| Rang | Joueur              | Buts |
| ---- | ------------------- | ---- |
| 1er  | Andi Zeqiri         | 10   |
| 2e   | Dennis Eckert       | 7    |
| 3e   | Andréas Hountondji  | 4    |
| 3e   | Soufiane Benjdida   | 2    |
| 3e   | Léandre Kuavita     | 2    |
| 3e   | Jean Thierry Lazare | 2    |
| 6e   | Aiden O'Neill       | 1    |
| 6e   | Boško Šutalo        | 1    |
| 6e   | Marko Bulat         | 1    |

### Cartons rouges
(au 1/06/2025)
| Rang | Joueur                  | Exclusion |
| ---- | ----------------------- | --------- |
| 1er  | Henry Lawrence          | 1         |
| 1er  | Aiden O'Neill           | 1         |
| 1er  | Sotíris Alexandrópoulos | 1         |

## Autres sections

### Fémina

#### Coupe de Belgique
| Date               | Tour               | Club visité  | Club visiteur     | Résultat | Buteuses pour le Standard |
| ------------------ | ------------------ | ------------ | ----------------- | -------- | ------------------------- |
| 02/11/2024 - 15:00 | Huitième de finale | KSV Bredene  | Standard de Liège | 0-2      | Toloba 21e, 41e           |
|                    | Quart de finale    | KVC Westerlo | Standard de Liège |          |                           |